# Friedrich Plattner (Mediziner)
Friedrich Plattner (* 1. September 1896 in Ottensheim; † 1970er Jahre, vermutlich in Iran) war ein österreichisch-deutscher Physiologe, Hochschullehrer und Nationalsozialist.

## Leben
Plattner absolvierte nach dem Ende seiner Schullaufbahn ein Studium der Medizin an der Universität Innsbruck. Als Soldat der k.u.k. Armee nahm er am Ersten Weltkrieg teil und geriet in russische Kriegsgefangenschaft. Nach Kriegsende setzte er sein Studium fort und war von 1919 bis 1921 an der Universität Innsbruck Demonstrator am Anatomischen Institut und danach in gleicher Funktion am Physiologischen Institut. Im April 1922 wurde er zum Dr. med. promoviert. Anschließend wirkte er am Physiologischen Institut unter Ernst Theodor von Brücke als Assistent. Nach der Habilitation war er ab 1926 in Innsbruck als Privatdozent und schließlich ab 1931 als außerordentlicher Professor tätig. Er forschte zur „humoralen Übertragung der Nervenerregung“ und entdeckte die „azetylcholinspaltende Esterase im Blut“.
Nach der Machtergreifung im Deutschen Reich begann er sich in Österreich nationalsozialistisch zu betätigen. Zum 1. April 1933 trat Plattner der NSDAP bei (Mitgliedsnummer 1.601.822). In der Illegalität leitete er 1934 den Kampfbund für Tirol. Er gehörte der Gauleitung von Tirol an und wurde 1935 Gauleiter von Tirol. Anfang Januar 1936 trat er in die SS ein (SS-Nr. 308.218), wo er am 25. April 1938 bis zum SS-Standartenführer aufstieg. Zeitweise war er stellvertretender Landesleiter der NSDAP, die in Österreich verboten war. Im September 1935 war er in Kufstein aufgrund illegaler nationalsozialistischer Betätigung festgenommen worden. Am 5. November 1935 verfügte das Bundespolizeikommissariat seine Ausbürgerung und ab Mai 1936 wurde er für mehrere Monate im Anhaltelager Wöllersdorf festgehalten. Nachdem Parteifreunde sich für Plattners Berufung an eine deutsche Universität erfolgreich eingesetzt hatten, konnte er schließlich ausreisen. Im Oktober 1936 wurde er auf den Lehrstuhl für Physiologie an die Universität Königsberg berufen und wurde schließlich deutscher Staatsbürger.
Nach dem Anschluss Österreichs an das Deutsche Reich im März 1938 kehrte er nach Österreich zurück. Von Anfang Juni 1938 bis zum 20. Juni 1940 war er Staatskommissar für Erziehung, Kultus und Volksbildung beim Reichsstatthalter in Wien. In dieser Eigenschaft protestierte er im Juni 1938 bei der Gestapo gegen die Ernennung von Josef Löwenherz zum Leiter der Israelitischen Kultusgemeinde Wien, der als Ostjude und Zionist mit engsten Verbindungen zum internationalen Judentum ungeeignet sei. In Plattners Zuständigkeitsbereich fiel die Entlassung von Hochschullehrern. Zusätzlich übernahm er zunächst kommissarisch das Ordinariat für Physiologie an der Universität Wien und wurde im August 1940 offiziell auf den Lehrstuhl berufen. Er war an der Universität Wien Vorstand des Physiologischen Instituts. Er war zudem als Sachbearbeiter des Bereichs Physiologie für die Zeitschrift Der Biologe zuständig, die 1939 vom SS-Ahnenerbe übernommen wurde. Im November 1940 zog er seine Bewerbung für die Übernahme des Rektorats an der im Aufbau befindlichen Reichsuniversität Straßburg zurück, da er sich der Arbeit nicht gewachsen fühlte. Er war ein „fanatischer und einflussreicher Nationalsozialist“ und galt als „harter Nazifizierer“.
Nach dem Ende des Zweiten Weltkrieges wurde Plattner im Rahmen der Entnazifizierung im September 1945 als Reichsdeutscher aus dem Hochschulamt entlassen. Bald darauf wurde er in Haft genommen. Er wurde 1947 zu fünf Jahren schwerem Kerker verurteilt. Plattner gelang es, sich in den Iran abzusetzen. Ab 1949 war er Professor für Physiologie an der Universität Täbris und ab 1961 am Medical College der Universität Ahvaz tätig. Sein Todesjahr ist unbekannt.